# Гилберт де Брионн
Гилберт де Брионн (Жильбер; фр. Gilbert de Brionne; около 979/1000 — около марта 1040) — граф де Брионн с приблизительно 1015 года, граф д’Э.
Гилберт, сын Жоффруа де Брионна, незаконнорождённого сына герцога Нормандии Ричарда I Бесстрашного, был одним из опекунов малолетнего нормандского герцога Вильгельма, а с 1039 года — фактическим правителем Нормандии, но был убит одним из своих соперников.
Гилберт — родоначальник англо-нормандского рода Фиц-Гилбертов (позже — Клеров), игравшего заметную роль в истории Англии.

## Биография

### Граф д’Э
Точный год рождения Гилберта неизвестен. После смерти отца около 1015 года он унаследовал часть его владений, включая замок Брионн, после чего стал одним из самых влиятельных феодалов Нормандии.
По мнению историка Пьера Бодена, в начале 1030 года герцог Нормандии Роберт Дьявол передал Гилберту графство Э, что могло объяснить войну, которую в этот же период Гилберт вёл с Ангерраном I де Понтье. В то же время хронист Роберт де Ториньи указывал, что Гилберт получил Э незадолго до смерти.
В 1035 году умер герцог Роберт Дьявол. Номинально герцогом Нормандии стал его незаконнорождённый сын Вильгельм, которому в этот момент было всего около 7 лет. Согласно завещанию покойного герцога, опекунами Вильгельма были его три родственника — герцог Ален III Бретонский, Гилберт де Брион, а также сенешаль Нормандии Осберн де Крепон.
О событиях того времени известно очень мало, сохранились только отрывочные сведения в поздних хрониках. Из них следует, что после смерти в 1037 году архиепископа Руана Роберта между родственниками Вильгельма началась борьба за влияние на молодого герцога. Вначале главная роль принадлежала Алену Бретонскому, но он умер в 1039 году. После этого главенствующую роль стал играть Гилберт де Брион. Однако около 1040 года Рауль де Гасе, один из сыновей покойного архиепископа Роберта, по свидетельству Ордерика Виталия организовал убийство Гилберта.
Его малолетние дети после убийства отца нашли убежище во Фландрии, поскольку друзья Гилберта опасались за их жизнь.
Брионн получил Ги Бургундский, внук по матери герцога Ричарда II. Кто получил графство Э, неизвестно, позже им владели сыновья Вильгельма I д’Э.
Гилберт активно жертвовал деньги аббатству Бек, основанному в 1039 году одним из его рыцарей.

### Семья
Жена: Гуннора д’Ону (около 984 — ?), дочь Балдерика Тевтонца, сеньора Баквиль-ан-Ко, по другой версии — Гуннора де Крепон (около 933—1031), дочь Херфаста де Крепона, вдова герцога Нормандии Ричарда I. Дети:
- Ричард Фиц-Гилберт (до 1035 — около апреля 1090), барон Клер и Тонбридж, родоначальник английского дворянского дома Клеров
- Гильом де Брионн (умер после 29 августа 1060)
- Болдуин Фиц-Гилберт (умер около февраля 1090), шериф Девоншира
- Адела де Брионн; муж: виконт Котантена Нигель II де Сен-Совер (умер в августе 1092).